# Helina rariciliata
Helina rariciliata este o specie de muște din genul Helina, familia Muscidae, descrisă de Wu în anul 1991. Conform Catalogue of Life specia Helina rariciliata nu are subspecii cunoscute.